# Osbern de Crépon
Osbern el Mayordomo, († aproximadamente en 1040), conocido en francés como Osbern de Crépon y Osbern el Pacífico, fue Mayordomo de dos Duques de Normandía y el padre de William FitzOsbern, Conde de Hereford, uno de los asesores más cercanos y senescal de Guillermo el Conquistador.

## Biografía
Osbern era hijo de Herfast de Crépon y sobrino de Gunnora de Crepon, Duquesa de Normandía, primero amante y posteriormente segunda esposa de Ricardo I de Normandía. Bajo Roberto el Magnífico (1027–1035), desempeñó el cargo de Mayordomo o Senescal. Tras la muerte del duque en 1035 continuó ocupando el cargo y se convirtió en uno de los protectores legales del joven sucesor Guillermo el Bastardo, conocido posteriormente como Guillermo el Conquistador, que contaba ocho años por aquel entonces.
El joven duque Guillermo se hallaba en peligro, ya que otros miembros de la familia intentaban eliminarle para hacerse con el poder, y los barones normandos estaban rebelándose. Osbern fue asesinado en Le Vaudreuil en el invierno de 1040-1041, mientras protegía al joven duque en su dormitorio. Según Guillaume de Jumièges, fue degollado por William, hijo de Roger de Montgomery. Bjoern, preboste de Osbern de Crépon, le mató en Glos-la-Ferrières como venganza por la muerte de su señor.
Historiadores de los normandos discrepan sobre el origen de los beneficios que disfrutaba Osbern, específicamente cuales le correspondían por su padre Herfast y cuales había obtenido por su matrimonio con Emma, hija del poderoso Rodolfo de Ivry y hermana de Hugues, Obispo de Bayeux. Poseía extensas tierras a lo largo de Normandía: en el Bessin en Crépon, en Hiémois (cerca de Falaise,) cerca la confluencia de los ríos Seine y Andelle, alrededor de Cormeilles, en Talou, en Pagas d'Ouche en Breteuil, y en La Neuve-Lira.

## Familia y descendientes
Osbern se casó con Emma d'Ivry, hija del conde Rodolfo de Ivry, medio hermano del duque Ricardo I. Entre sus hijos estuvieron :
- Rainald FitzOsbern (1012-	2 de julio de 1035) fallecido en Nicea, (Turquía);
- Constance FitzOsbern (1013-1038);
- William Fitz Osbern (c. 1020–1071), Conde de Hereford;
- Osbern FitzOsbern[4] († Fin de 1103), Obispo de Exeter en 1072 ;[12]
- Emma FitzOsbern (1034-1060), esposa de Guillermo de Vernon. Ambos serían padres de Richard de Vernon.[13]

## Lectura más lejana
- Douglas, David (enero de 1944). «The Ancestors of William Fitz Osbern». The English Historical Review (en inglés) (Oxford University Press) 59 (233): 62-79.

- Datos: Q549489